# Ulrich Schmidt (Chemiker)
Ulrich Schmidt (* 24. Mai 1924 in Woldenberg, Kreis Friedeberg Nm.; † 19. November 2004 in Stuttgart) war ein deutscher Chemiker.

## Leben
Der aus der Neumark gebürtige Ulrich Schmidt leistete nach abgelegtem Abitur seinen Reichsarbeits- und Wehrdienst ab. Nach einjähriger Kriegsgefangenschaft belegte er seit 1946 ein Studium der Chemie an den Universitäten Greifswald, Halle sowie Freiburg, das er 1953 in Freiburg mit dem Erwerb des akademischen Grades eines Dr. rer. nat. abschloss. Schmidt bekleidete dort in der Folge eine Assistenzstelle, 1957 erfolgte seine Habilitation, 1958 seine Bestellung zum Privatdozenten, 1964 seine Beförderung zum außerplanmäßigen Professor. Im Oktober 1967 nahm Ulrich Schmidt einen Ruf als ordentlicher Professor an die Universität Wien an, ehe ihm 1977 der Lehrstuhl für Organische Chemie und die Leitung des Instituts für Organische Chemie und Isotopentechnik an der Universität Stuttgart übertragen wurde. 1992 wurde Schmidt emeritiert.
Die Forschungsinteressen des 1967 als wirkliches Mitglied in die Österreichische Akademie der Wissenschaften sowie 1960 als Mitglied in die Deutsche Akademie der Naturforscher Leopoldina aufgenommenen Ulrich Schmidt betrafen zunächst die Chemie von Schwefel- und Phosphorverbindungen sowie Radikalreaktionen, ab Mitte der 1970er Jahre die Aminosäuren- und Naturstoffsynthesen und in seiner Stuttgarter Zeit die Naturstoffsynthese, vor allem die Synthese biologisch aktiver Peptide.

## Schriften
- Trithione und Trithioniumsalze : Synthesen und Umsetzungen, Dissertation, Freiburg im Breisgau, 1953
- Neue Synthesen auf dem Gebiet der Dithia- und Aza-Heterocyclen, Freiburg im Breisgau, 1957